# La Choca
La Choca es una película mexicana de 1974 del director mexicano Emilio "El Indio" Fernández. Obtuvo el Premio Ariel a Mejor Película en 1975.

## Sinopsis
Martín (Gregorio Casal) es un contrabandista prófugo de los militares y huyendo de la banda de contrabandistas —cuyo líder es interpretado por Armando Silvestre y está secundado por el personaje de Salvador Sánchez— a que pertenece y a quienes timó. En la choza donde vive, perdida en la selva, lo esperan su mujer, La Choca (Pilar Pellicer), su hermana Flor (Mercedes Carreño) —en eterno conflicto por celos— y su hijo. Cuando Martín por fin llega a la casa es protegido por su mujer de los militares pero no puede hacer lo mismo con los contrabandistas quienes cobran venganza en Martín y su familia.

## Reparto
- Mercedes Carreño como Flor
- Gregorio Casal como Martin, el Guacho
- Armando Silvestre como Fabiel
- Pilar Pellicer como La Choca
- Salvador Sanchez como Audias
- Juanito Guerra Arellano como Martincito
- Chano Urueta como Don Pomposo

## Artículos complementarios
- Anexo:Premio Ariel a la mejor película

## Sitios exteriores
- La Choca en Internet Movie Database (en inglés).

- Datos: Q6461800